# Maximilian Schuster
Maximilian Schuster (Simbach am Inn, Alemania, 29 de julio de 1998) es un futbolista alemán que juega en la posición de centrocampista.

## Clubes
| Club                   | País     | Año       |
| ---------------------- | -------- | --------- |
| Fussballclub Liefering | Austria  | 2016-2018 |
| SV Schalding-Heining   | Alemania | 2018-     |